# فرانسیس اوبیکولو
فرانسیس اوبیکولو (انگلیسی: Francis Obikwelu؛ زادهٔ ۲۲ نوامبر ۱۹۷۸) دونده اهل پرتغال متولد نیجریه است. از افتخارات وی میتوان به کسب مدال نقره دو ۱۰۰ متر در بازی‌های المپیک تابستانی ۲۰۰۴ اشاره کرد.